# Panolis confluens
Panolis confluens är en fjärilsart som beskrevs av Barend J. Lempke 1940. Panolis confluens ingår i släktet Panolis och familjen nattflyn. Inga underarter finns listade i Catalogue of Life.